# 圣昂托
圣昂托（法語：Saint-Anthot，法語發音：[sɛ̃.t‿ɑ̃to]）是法国科多尔省的一个市镇，位于该省中部，属于第戎区。

## 地理
圣昂托（47°18'57"N, 4°38'43"E）面积4.11 平方千米，位于法国勃艮第-弗朗什-孔泰大區科多尔省，该省份为法国中东部省份，北起奥布省，西接涅夫勒省和约讷省，南至索恩-卢瓦尔省，东南接汝拉省，东临上索恩省，东北部与上马恩省接壤。
与圣昂托接壤的市镇（或旧市镇、城区）包括：圣梅曼、欧比尼莱松贝农、格罗布瓦昂蒙塔涅、维耶伊穆兰。

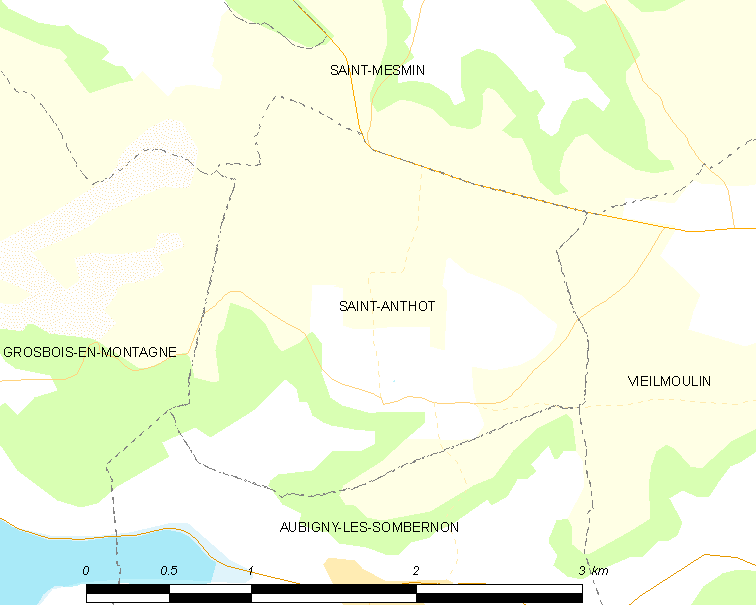
圣昂托的OSM定位图

圣昂托的时区为UTC+01:00、UTC+02:00（夏令时）。

## 行政
圣昂托的邮政编码为21540，INSEE市镇编码为21539。

## 政治
圣昂托所属的省级选区为塔朗县。

## 人口

1962-2008年间圣昂托人口变化图示

圣昂托于2022年1月1日时的人口数量为63人。